# Mimanuga brevis
Mimanuga brevis är en fjärilsart som beskrevs av Louis Beethoven Prout 1928. Mimanuga brevis ingår i släktet Mimanuga och familjen nattflyn. Inga underarter finns listade i Catalogue of Life.